# کبرای سنگالی
کبرای سنگالی (نام علمی: Naja senegalensis) نام یک گونه از سرده ناجا است.